# ディキシー・カップス
ディキシー・カップス (The Dixie Cups)は、米国ルイジアナ州ニューオーリンズの女性ボーカル・グループ。「愛のチャペル」「アイコ・アイコ」などのヒットで知られる。
バーバラ・アン・ホーキンズとローザ・リー・ホーキンズの姉妹に従姉妹のジョアン・マリー・ジョンソンを加えた3人で1963年に結成。結成時の名前は、リトル・ミス・アンド・ザ・マフェッツだった。
1964年、ニューヨークのレッド・バード・レコードと契約し、ファースト・シングル「愛のチャペル（Chapel of Love）」をリリース。ビルボードHot 100の1位を記録する大ヒットとなった。以後、これに匹敵するヒットこそ生まれなかったものの「People Say」 (1964年, 同12位)、「You Should Have Seen The Way He Looked At Me」 (1964年, 同39位)、「Little Bell」 (1964年, 同51位)、「アイコ・アイコ（Iko Iko）」 (1965年, 同20位)とヒットを重ねた。これらのヒットが生まれた後、ローザとバーバラは拠点をニューヨークに移している。
1966年、グループはABCパラマウントへ移籍するがここではヒットは生まれていない。1966年、ジョンソンはマネージメント側との意見の不一致並びに健康上の理由により、グループを脱退した。グループは、後任にデイル・ミックルをメンバーに加え、活動を続行した。
ローザとバーバラは、1974年にはニューオーリンズに戻っている。
新譜の発表はなかったものの、その後もグループはライブ活動を続けた。メンバーは、ミックル脱退後はバーバラとローザのホーキンズ姉妹にアセルグラ・ネヴィル・ゲイブリエルを加えた3人であった。
2005年のハリケーン・カトリーナ後、ローザとバーバラはローザの息子が住んでいたフロリダ州タンパに拠点を移した。
2016年10月3日、ジョンソンはうっ血性心不全によりニューオーリンズのホスピス・センターにて死去した。72歳。。
2022年1月11日、手術後の合併症によりローザ・リー・ホーキンズがフロリダ州タンパの病院で死去。76歳だった。。彼女の死去後も恒例のニューオーリンズ・ジャズ&ヘリテッジ・フェスティバルへ出演するなど、活動中である。

## ディスコグラフィー

### オリジナル・アルバム
- 1964年 『Chapel of Love』 (Red Bird)
- 1965年 『Riding High』 (ABC-Paramount)
- 2011年 『Doing It Our Way』 (Dixie Cups)

### コンピレーション・アルバム
- 1985年 『The Best of the Dixie Cups』 (Red Bird/Back-trac Records & Tapes)
- 1997年 『The Best Of Dixie Cups』 (LaserLight)
- 1998年 『The Very Best Of The Dixie Cups - Chapel Of Love』 (Collectables)
- 2002年 『The Complete Red Bird Recordings』 (Rhino)